# Монархия
Монархия (от гръцки: μοναρχία – „единовластие“: от μονος – „един“ и αρχειν – „управлявам“) е форма на държавно управление, при която върховната държавна власт принадлежи на едно лице – монарха (крал, цар, султан, емир, падишах и пр.). Обикновено се предава по наследство. Властта на монарха и неговите задължения могат силно да варират според вид на монархията: от почти никаква власт (парламентарна монархия като Испания) през ограничена власт чрез конституция (конституционна монархия като Йордания) до всеобща, неограничена политическа (понякога и духовна) власт (абсолютна монархия като Оман).
Монархиите се различават още по начина на избиране на глава – по наследствена линия или чрез някакъв вид избори. Съответно първите наследяват короната по кръвна линия, а вторите биват избрани за определен период от време (най-често пожизнено) да управляват монархията. При наследствените монархии правото на владетеля над трона най-често се обяснява, като се използва твърдението, че монархът е избраник на боговете. Възможно е дори самият монарх да се почита като бог или като човек с божествен произход. Този култ често се среща в Античността – например в Древен Египет или Древен Рим, но продължава да съществува и в Новото време – например в Китайската империя или до след Втората световна война – Япония.
Държавната доктрина или идеология на монархията (или стремеж към установяване на монархия) се нарича монархизъм или още роялизъм. Привърженик на подобна идеология се нарича монархист или роялист, а противникът – републиканец или антимонархист.
Към 2011 г. 44 страни в света имат монарси за държавни глави. Историческата форма на абсолютна монархия се практикува само в Бруней, Оман, Катар, Саудитска Арабия, Есватини и Ватикана.

## Признаци на монархията
Основните признаци на класическата форма на управление при монархията са:
- съществуването на едноличен глава на държавата, ползващ се от своята власт пожизнено (цар, крал, император, шах)[1];
- като правило наследствен (съгласно обичай или закон) ред на приемственост на върховната власт;
- монархът олицетворява единството на нацията, историческата приемственост, представлява държавата на международната сцена;
- юридически имунитет и независимост на монарха, които подчертават институцията на контрасигнатурата.

В много случаи, държави, традиционно считани за монархии, не удовлетворяват изброените признаци. Още повече, че в немалко случаи е трудно да се прокара ясна граница между монархия и република. Така например изборни монархии като Рим от периода на принципата и Ржеч Посполита съхраняват и републиканските институции. Император първоначално е републиканска извънредна магистратура, а самото название Ржеч Посполита дословно се превежда като „република“. От друга страна, официално републиканската Северна Корея има всички изброени признаци на монархия, но в действителност е тоталитарна чучхе диктатура.

## История
Племенното царуване често се свързва със сакрални функции, така че кралят да изпълнява и задълженията на висш жрец. По този начин той често е смятан за родственик или син на боговете. Тези сакрални функции се перифразират и променят през Средновековието, за да оформят божествените права на кралете, докато в Китай, Япония и Непал кралете продължават да се считат за богове до началото на съвремието.
Монархическата система е в контраст с парламентаризма, където се дава власт на събрания от свободни граждани, още от Античността. В Древността се срещат случаи на промяна на формата на държавно управление от монархия към подобна ранна форма на република. Така се случва с Древен Рим, който се превръща в Римска република през 509 г. пр. Хр., и Древната атинска демокрация, създадена през 500 г. пр. Хр.
При германските племена в Древността кралете също изпълняват сакрални функции. Те биват избирани сред изтъкнати и прославени мъже от знатни семейства. Избирането става чрез събрание, наречено тинг (thing или алтинг в Исландия). Подобни прояви на парламентаризъм западат по време на Европейските Средни векове, но все пак оцеляват под формата на регионални събрания като Исландската държава и Швейцарското Ландсгемайне, наречено по-късно Тагзатцунг. Съвременното завръщане към парламентаризма и републиката започва с премахването на английската монархия от Парламента на Англия през 1649 г., последвано от Американската революция от 1776 г. и Френската революция от 1792 г. По-голямата част от политиците на XIX в. са разделени на антимонархистично настроени радикалисти и монархистично настроени консерватори. Множество монархии са свалени през XX в., и то най-вече в началото или края на двете световни войни. Подобна участ застига и монархията в България по това време.

## Видове монархии

### По ограничение на властта
- Абсолютна монархия – монархия, в която властта на монарха не е ограничена. При абсолютната монархия правителството или другите органи на властта са отговорни единствено пред монарха като държавен глава, а парламентът е само съвещателен орган или въобще не съществува.
- Конституционна монархия – монархия, при която властта на монарха е ограничена от конституцията или неписано право или традиции. При нея реалната законодателна власт принадлежи на парламента, а изпълнителната – на правителството и на монарха едновременно. Конституционната монархия съществува в две форми: дуалистическа монархия (Австро-Унгарската империя 1867 – 1918 г., Япония 1889 – 1945 г., в днешно време – Мароко, Йордания, Кувейт) и парламентарна монархия (Великобритания, Дания, Швеция).
  - Дуалистична монархия (на латински: Dualis – двойствен) – конституционна монархия, в която властта на монарха е ограничена от конституцията, но монархът формално и фактически притежава големи властови пълномощия.
  - Парламентарна монархия – конституционна монархия, в която монархът изпълнява функциите си чисто номинално. При парламентарната монархия правителството е отговорно пред парламента, който е върховният държавен орган.
- Несуверенна монархия – монархия, в която монархът упражнява само местната власт в подконтролната му територия, суверенитетът на която се упражнява от по-голяма държава – васалните владетели в европейските колонии и племенните вождове в Нигерия, Уганда и Южна Африка, непруските провинции на Кайзерова Германия, султанатите на Малайзия и емирствата на ОАЕ – без Абу Даби, чийто владетел по конституция е държавен глава на федерацията.

### По традиционно устройство
- Древноизточна монархия – първата в историята на човечеството форма на държавно управление, която има уникални и присъщи само за нея черти.
- Феодална монархия (средновековна монархия) – последователно преминава през три периода на своето развитие: раннофеодална монархия, съсловно-представителна монархия, абсолютна монархия[2].
  - Раннофеодална монархия – хронологически първата в страните от северните части на Европа форма на държавно управление, съществувала както в периода на създаване на раннофеодалните империи, така и в последващия период на децентрализация[3].
  - Съсловно-представителна монархия – монархия, при която властта на монарха е ограничена не само от представители на васалите му, но и от представители на третото съсловие. Впоследствие, с прехода към наемни армии, се преобразува в абсолютна монархия.
  - Абсолютна монархия – монархия, при която продължават да съществуват съсловните привилегии, но не съществуват феодални владения, васално-ленна система и, в някои случаи (Англия, Франция), отсъства крепостното право.
- Теократична монархия – монархия, при която политическата власт принадлежи на религиозния лидер. В такива страни господстващата религия е задължителна и нейните норми са главен закон. Примери за теократични монархии са християнска Ватикана, ислямска (Саудитска Арабия) и будистки Бутан (до 2008 г.). Но монархът може да е глава на църквата и в конституционни монархии като Великобритания, а до 2012 – и Норвегия.
- Изборна монархия – монархия, при която следващият монарх не наследява властта автоматически (при смърт, оттегляне или край на пълномощията на предшестващия), а се избира (формално или реално). Фактически е междинна форма на управление между монархия и република.

## Преимущества и недостатъци
За преимущества на монархията като форма на управление обикновено се изброяват:
- Монархът, като правило, от детство е възпитаван в това, че в бъдеще ще стане върховният ръководител на държавата. Това му позволява да развие качества, необходими за тази длъжност и гарантира, че властта няма да бъде получена от некомпетентен или злонамерен човек, в хода на демократични машинации;
- Заместването във властта произтича не на основание на интереси, а по случайността на рождението, което намалява възможността от проникването във властта на хора, за които тя е самоцел.
- Монархът естествено е заинтересуван от това да остави на сина си или дъщеря си процъфтяваща страна.

При сравнение с републиката се отличават и следните преимущества:
- Монархът е над всяка политическа партия и по този начин е безпристрастна политическа фигура;
- При монархията има повече възможности за изпълнение на дългосрочни промени в живота на държавата;
- При монархията има повече възможности за фундаментални промени, които са необходими в дългосрочен план, но непопулярни в краткосрочен;
- При монархиите, богати на природни ресурси – нефтените монархии от Залива, Бруней, Канада, Австралия и Норвегия проклятието на ресурсите не е толкова разпространено, отколкото при републиките – Русия, Венецуела, Мианмар, Ирак, Иран, Демократична република Конго и много бивши колонии.
- Многонародностните федерални монархии – Испания, Великобритания, Белгия, Канада и други, са по-устойчиви от многонародностните федерални републики като Етиопия, Нигерия и други.

В сравнение с републиканската диктатура се наблюдават следните предимства:
- Понеже властта на монарха се основава на уважение към него от страна на поданиците и на често вековни, а понякога дори на хилядолетни традиции, тя се крепи на по-малко репресии – особено при етнически и/или религиозно хомогенна държава, отколкото диктатурата, крепяща се единствено на терора и пропагандата.
- Поради гореспоменатата традиционна идеологическа основа на монархията, докато диктатурата обикновено се налага чрез вътрешнополитически сблъсъци, войни, политически и/или стопански кризи или заради страха от такива, заради което в монархиите политическите стабилност и култура и националното единство са по-високи, отколкото в диктатурите.
- След смъртта на монарха, наследникът почти винаги е известен, което намалява риска от политически катаклизми.
- Понеже монархът е длъжен да остави на наследника си процъфтяваща страна, монархиите не са толкова склонни на военни авантюри с рискован изход, докато диктатурите – поради липсата на наследственост на диктаторските позиции, са готови за осъществяването на такива с цел максимално разширяване на властта на диктаторите, повишаване на авторитета им и/или поддържане на атмосфера на омраза и страх, която да сплоти населението около властта им и да създаде удобен претекст за разправа с политическите противници като с „пета колона“.
- Династията може да оцелее векове след смъртта на създателя си, докато дори диктатурата да не рухне след смъртта на наложилия я диктатор, обикновено приемникът му има по-малък авторитет от предшественика си.
- При теократична и/или абсолютна монархия, както и при империя, държавата упражнява цивилизационна и културна мека сила, която може да влияе върху стотици милиони или дори милиарди хора по света в по-голяма или по-малка степен и може да продължи да съществува векове след унищожението на държавата, докато идеологическото влияние в чужбина на диктатурата (упражнявано предимно от тоталитарни режими) може силно да отслабне или дори напълно да изчезне още приживе на диктатора заради негови военни, политически и/или стопански грешки и/или престъпления.

Недостатъци на монархията са:
- Монархът не носи юридическа отговорност пред когото и да е за управлението си, което може да доведе до решения, които не отговарят на интересите на държавата.
- Монарх може стане човек, който не се интересува от държавните дела, или е дете, или психично болен.
- Монархията е зависима от обкръжението си, което е почти независимо от закона, и се подчинява само на волята на монарха.
- Смъртта на бездетен монарх често означава тежка политическа криза с продължителни раздори и политически борби – за пример на такава криза може да служи Смутното време (1598 – 1613 г.) в Русия.
- Положението на абсолютната монархия над законите прави останалите хора безправни, фактически народът е зависим само от волята на монарха.

## Съвременни монархии

### Европа
- Андора
- Белгия
- Великобритания
- Дания
- Испания
- Лихтенщайн
- Люксембург
- Монако
- Норвегия
- Холандия
- Швеция
- Ватикана

### Африка
- Лесото
- Мароко
- Есватини

### Азия
- Бахрейн
- Бруней
- Бутан
- Йордания
- Камбоджа
- Катар
- Кувейт
- Малайзия
- ОАЕ
- Оман
- Саудитска Арабия
- Тайланд
- Япония

### Америка
- Антигуа и Барбуда
- Бахамски острови
- Белиз
- Гренада
- Канада
- Сейнт Китс и Невис
- Сейнт Лусия
- Сейнт Винсент и Гренадини
- Ямайка

### Океания
- Австралия
- Нова Зеландия
- Папуа Нова Гвинея
- Соломонови острови
- Самоа
- Тонга
- Тувалу

## Монархии, премахнати в периода XIX – XXI век

### XIX век
| Страна  | Страна                          | Последен монарх                        | Година  | Забележки |
| 1800-те | 1800-те                         | 1800-те                                | 1800-те | 1800-те |
| ------- | ------------------------------- | -------------------------------------- | ------- | --- |
|         | Картли-Кахетинско царство       | Давид XII                              | 1801 г. | Държавата е присъединена към Руската империя. |
|         | Калмицко ханство                | Чучей Тундутов                         | 1803 г. | Държавата е анексирана от Руската империя. |
|         | Кьолнско архиепископство        | Антон Виктор                           | 1803 г. | Държавите са секуларизирани в хода на Германската медиатизация.                                                                                      |
|         | Мюнстерско епископство          | Антон Виктор                           | 1803 г. | Държавите са секуларизирани в хода на Германската медиатизация.                                                                                      |
|         | Залцбургско архиепископство     | Йероним фон Колоредо                   | 1803 г. | Държавите са секуларизирани в хода на Германската медиатизация.                                                                                      |
|         | Майнцко архиепископство         | Карл Теодор Далберг                    | 1803 г. | Държавите са секуларизирани в хода на Германската медиатизация.                                                                                      |
|         | Трирско архиепископство         | Клеменс Венцеслав Саксонски            | 1803 г. | Държавите са секуларизирани в хода на Германската медиатизация.                                                                                      |
|         | Бриксенско епископство          | Франц Карл фон Спаур                   | 1803 г. | Държавите са секуларизирани в хода на Германската медиатизация.                                                                                      |
|         | Регенсбургско епископство       | Юосиф Конрад фон Шрофенберг            | 1803 г. | Държавите са секуларизирани в хода на Германската медиатизация.                                                                                      |
|         | Трентско епископство            | Емануел Мария, граф фон Зун и Хоенщайн | 1803 г. | Държавите са секуларизирани в хода на Германската медиатизация.                                                                                      |
|         | Залцбургско курфюрство          | Фердинанд I                            | 1805 г. | Пресбургски мир |
|         | Свещена Римска империя          | Франц II                               | 1806 г. | Император Франц II се отрича от престола. |
|         | Империя Хаити                   | Жак I Десалин                          | 1806 г. | Държавата се разпада на две части. |
|         | Графство Марк                   | Фридрих Вилхелм III                    | 1807 г. | Държавите са анексирани от Френската империя. |
|         | Кралство Етрурия                | Людовик II                             | 1807 г. | Държавите са анексирани от Френската империя. |
| 1810-те |                                 |                                        |         | |
|         | Княжество Ашафенбург            | Карл Теодор Далберг                    | 1810 г. | Парижки мирен договор от 1810 г. |
|         | Княжество Регенсбург            | Карл Теодор Далберг                    | 1810 г. | Парижки мирен договор от 1810 г. |
|         | Кралство Холандия               | Людовик II Холандски                   | 1810 г. | Държавата е анексирана от Френската империя. |
|         | Имеретинско царство             | Соломон II                             | 1811 г. | Държавите са анексирани от Руската империя. |
|         | Табасаранско майсумство         | Мухамад                                | 1813 г. | Държавите са анексирани от Руската империя. |
|         | Кралство Вестфалия              | Жером Бонапарт                         | 1813 г. | Кралството е ликвидирано от руски войски. |
|         | Велико херцогство Берг          | Луи I                                  | 1813 г. | Херцогствата са ликвидирани от войските на Шестата коалиция.                                                                                         |
|         | Велико херцогство Франкфурт     | Йожен Боарне                           | 1813 г. | Херцогствата са ликвидирани от войските на Шестата коалиция.                                                                                         |
|         | Кралство Италия                 | Наполеон I                             | 1814 г. | Парижки мирен договор (1815 г.) |
|         | Велико херцогство Вюрцбург      | Фердинанд III                          | 1814 г. | С решение на Виенския конгрес, херцогството е присъединено към кралство Бавария.                                                                     |
|         | Княжество Лейен                 | Филип Францис                          | 1814 г. | С решение на Виенския конгрес, държавата е присъединена към Австрийската империя.                                                                    |
|         | Княжество Лука и Пиомбино       | Елиза Бонапарт                         | 1814 г. | Парижки мирен договор (1815 г.) |
|         | Канди                           | Шри Викрама Раджасингх                 | 1815 г. | Зържавата влиза в състава на Британски Цейлон. |
|         | Френска империя                 | Наполеон I Бонапарт                    | 1815 г. | След поражението на Наполеон при Ватерло, той е свален от трона и изпратен на заточение на остров Света Елена. Империята е възстановена през 1852 г. |
|         | Варшавско херцогство            | Фридрих Август I                       | 1815 г. | Херцогството е ликвидирано след Виенския конгрес. |
|         | Неаполитанско кралство          | Фердинанд VI                           | 1816 г. | Държавите са обединени в Кралство на двете Сицилии.                                                                                                  |
|         | Кралство Сицилия                | Фердинанд III                          | 1816 г. | Държавите са обединени в Кралство на двете Сицилии.                                                                                                  |
| 1820-те |                                 |                                        |         | |
|         | Кралство Хаити                  | Анри I Кристоф                         | 1820 г. | След самоубийството на крал Анри I, държавата е присъединена към република Хаити.                                                                    |
|         | Маратхска империя               | Шах II                                 | 1820 г. | Влиза в състава на Британска Индия. |
|         | Мексиканска империя             | Агустин I                              | 1823 г. | Императорът се отрича от престола. |
|         | Гурийско княжество              | Давит I Гуриели                        | 1829 г. | Княжеството е анексирано от Руската империя. |
| 1830-те |                                 |                                        |         | |
|         | Емирство Соран                  | Мухамед Паша Мир Кор                   | 1835 г. | Емирството е завоювано от Османската империя. |
| 1840-те |                                 |                                        |         | |
|         | Илисуйски султанат              | Даниял бек                             | 1844 г. | Държавата е анексирана от Руската империя. |
|         | Херцогство Лука                 | Карл I                                 | 1847 г. | Влиза в състава на Тоскана. |
|         | Кралство Франция                | Луи-Филип I                            | 1848 г. | Февруарска революция от 1848 г. |
|         | Сикхска империя                 | Дулип Сингх                            | 1849 г. | Втора англо-сикхска война |
| 1850-те |                                 |                                        |         | |
|         | Графство Хоенцолерн-Зигмаринген | Фридрих Вилхелм IV                     | 1850 г. | Държавите влизат в състава на кралство Прусия. |
|         | Графство Хоенцолерн-Хехинген    | Фридрих Вилхелм IV                     | 1850 г. | Държавите влизат в състава на кралство Прусия. |
|         | Империя на Великите моголи      | Бахадур Шах II                         | 1857 г. | След въстанието на сипаите, падишахът е свален от власт.                                                                                             |
|         | Империя Хаити                   | Фостен I Сулук                         | 1859 г. | Император Фостен I се отрича от престола. |
|         | Велико херцогство Тоскана       | Фердинанд IV                           | 1859 г. | В резултат на революциято, държавите са обединени в Обединени провинции на Централна Италия.                                                         |
|         | Моденско херцогство             | Франческо V д’Есте                     | 1859 г. | В резултат на революциято, държавите са обединени в Обединени провинции на Централна Италия.                                                         |
|         | Пармско херцогство              | Роберт I                               | 1859 г. | В резултат на революциято, държавите са обединени в Обединени провинции на Централна Италия.                                                         |
|         | Молдавско княжество             | Александър Йоан I                      | 1859 г. | Държавите са обединени в Обединено княжество Влашко и Молдова                                                                                        |
|         | Влашко княжество                | Александър Йоан I                      | 1859 г. | Държавите са обединени в Обединено княжество Влашко и Молдова                                                                                        |
|         | Северокавказки имамат           | Шамил                                  | 1859 г. | Държавата е завоювана от Руската империя. |
|         | Княжество Сванетия              | Тенгиз Дадешкелиани                    | 1859 г. | Княжеството е анексирано от Руската империя. |
| 1860-те |                                 |                                        |         | |
|         | Казикумухско ханство            | Аглар ибн Умар                         | 1860 г. | Ханството е анексирано от Руската империя. |
|         | Кралство на двете Сицилии       | Франциск II                            | 1861 г. | Държавата е завоювана от Сардинското кралство. |
|         | Кралство Араукания и Патагония  | Аврелий Антоний I                      | 1862 г. | Кралството е ликвидирано от чилийски и аржентински войски.                                                                                           |
|         | Абхазко княжество               | Михаил                                 | 1864 г. | Държавите са анексирани от Руската империя. |
|         | Кюринско ханство                | Юсуф бек                               | 1864 г. | Държавите са анексирани от Руската империя. |
|         | Аварско ханство                 | Ибрахим хан I                          | 1864 г. | Държавата е завоювана от Руската империя. |
|         | Ломбардско-Венецианско кралство | Франц Йосиф I                          | 1866    | Cтава част от кралство Италия. |
|         | Кралство Хановер                | Джордж V                               | 1866    | Държавите са анексирани от кралство Прусия. |
|         | Курфюрство Хесен-Касел          | Фридрих Вилхелм I                      | 1866    | Държавите са анексирани от кралство Прусия. |
|         | Херцогство Насау                | Адолф                                  | 1866    | Държавите са анексирани от кралство Прусия. |
|         | Мексиканска империя             | Максимилиан I                          | 1867 г. | Императорът е хванат и разстрелян. |
|         | Херцогство Лимбург              | Вилем III                              | 1867 г. | Държавата влиза в състава на кралство Нидерландия съгласно Лондонския договор.                                                                       |
|         | Мегрелско княжество             | Николай I Дадиани                      | 1867 г. | Държавите са анексирани от Руската империя. |
|         | Тарковско шамхалство            | Шамсуддин                              | 1867 г. | Държавите са анексирани от Руската империя. |
|         | Мехтулинско ханство             | Рашид хан                              | 1867 г. | Държавите са анексирани от Руската империя. |
| 1870-те |                                 |                                        |         | |
|         | Папска област                   | Пий IX                                 | 1870 г. | Държавата е завоювана от кралство Италия |
|         | Френска империя                 | Наполеон III                           | 1870 г. | Септемврийска революция |
|         | Илийски султанат                | Алахан Султан                          | 1871 г. | Султанатът е ликвидиран от войските на Руската империя.                                                                                              |
|         | Кралство Испания                | Амадей I                               | 1873 г. | Кралят се отрича от престола. Монархията е възстановена през 1874 г.                                                                                 |
|         | Кокандско ханство               | Насир ад-дин-хан                       | 1876 г. | Ханството е завоювано от Руската империя. |
|         | Йеттишар                        | Магомет Якуб бек Бадаулет              | 1877 г. | Държавата е завоювана от империята Цин. |
|         | Зулуско кралство                | Кечвайо                                | 1879 г. | Монархията е ликвидирана в резултат на Англо-зулуските войни.                                                                                        |
|         | Държава Рюкю                    | Сьо Тай                                | 1879 г. | Държавата е анексирана от Японската империя. |
| 1880-те |                                 |                                        |         | |
|         | Кралство Таити                  | Помаре V                               | 1880 г. | Кралят предава цялата кралска власт на френската администрация.                                                                                      |
|         | Бирманска империя               | Тибо                                   | 1885 г. | Държавата е завоювана от англичаните. |
|         | Бразилска империя               | Педру II                               | 1889 г. | Императорът се отрича от престола. |
| 1890-те |                                 |                                        |         | |
|         | Кралство Хаваи                  | Лилиуокалани                           | 1893 г. | Държавен преврат. |
|         | Кралство Раротонга              | Макеа Такау Арики                      | 1893 г. | Държавата е анексирана от Британската империя. |
|         | Княжество Тринидад              | Джеймс I                               | 1895 г. | Властта на острова преминава в ръцете на англичаните.                                                                                                |
|         | Кралство Имерина                | Ранавалуна III                         | 1896 г. | Кралството е обявено за френска колония. |
|         | Бенинско царство                | Идугбова                               | 1897 г. | Държавата е завладяна от англичаните. |

### XX век
| Страна                               | Страна                                    | Последен монарх                                              | Година      | Забележки |
| 1900-те                              | 1900-те                                   | 1900-те                                                      | 1900-те     | 1900-те |
| ------------------------------------ | ----------------------------------------- | ------------------------------------------------------------ | ----------- | --- |
|                                      | Кралство Дахомей                          | Аголи Агбо                                                   | 1900 г.     | Кралството е завоювано от Франция |
|                                      | Конфедерация Аро                          | Кану Окоро от Арочукву                                       | 1902 г.     | Държавите в конфедерацията са завоювани от Великобритания. |
|                                      | Федерация Ашанти                          | Премпе I                                                     | 1902 г.     | Държавите в конфедерацията са завоювани от Великобритания. |
|                                      | Султанат Ачех                             | Мухамад III Дауд Шах                                         | 1903 г.     | Султанатът е завоюван от Холандия. |
|                                      | Свободна държава Конго                    | Леополд II                                                   | 1908 г.     | Държавата е продадена от краля на правителството на Белгия. |
| 1910-те                              |                                           |                                                              |             | |
|                                      | Кралство Португалия                       | Мануел II                                                    | 1910 г.     | Португалска революция (1910) |
|                                      | Корейска империя                          | Сунджон                                                      | 1910 г.     | Договор за присъединяване на Корея към Япония |
|                                      | Велика Цинска империя                     | Пу И                                                         | 1912 г.     | Синхайска революция |
|                                      | Княжество Самос                           | Темистоклис Софулис                                          | 1912 г.     | Акт за обединение на княжеството с Гърция. |
|                                      | Княжество Албания                         | Вилхелм I                                                    | 1914 г.     | Монархията е възстановена през 1928 г. (Албанско кралство) |
|                                      | Конго                                     | Мануел III                                                   | 1914 г.     | Държавата е ликвидирана от португалските войски. |
|                                      | Султанат Сулу                             | Джамал ал-Кирам II                                           | 1915 г.     | Султанът отстъпва властта на английската корона. |
|                                      | Полско царство                            | Николай II                                                   | 1915 г.     | Окупирано от германско-австрийски войски и на негово място е създадено Полско Кралство. |
|                                      | Китайска империя                          | Юан Шикай                                                    | 1916 г.     | Юан Шикай обявява възвръщане на длъжността на президента. |
|                                      | Руска империя                             | Николай II                                                   | 1917 г.     | Февруарска революция |
|                                      | Велико княжество Финландия                | Николай II                                                   | 1917 г.     | Февруарска революция |
|                                      | Кралство Черна гора                       | Никола І                                                     | 1918 г.     | Референдум за премахването на краля и обединение със Сърбия |
|                                      | Германска империя                         | Вилхелм II                                                   | 1918 г.     | Ноемврийската революция довежда до това, че империята де-факто става република. Де-юре Германската империя просъществува до 1945 година. |
|                                      | Кралство Прусия                           | Вилхелм II                                                   | 1918 г.     | Ноемврийската революция довежда до това, че империята де-факто става република. Де-юре Германската империя просъществува до 1945 година. |
|                                      | Кралство Бавария                          | Людвиг III                                                   | 1918 г.     | Ноемврийската революция довежда до това, че империята де-факто става република. Де-юре Германската империя просъществува до 1945 година. |
|                                      | Кралство Вюртемберг                       | Вилхелм II                                                   | 1918 г.     | Ноемврийската революция довежда до това, че империята де-факто става република. Де-юре Германската империя просъществува до 1945 година. |
|                                      | Кралство Саксония                         | Фридрих Август III                                           | 1918 г.     | Ноемврийската революция довежда до това, че империята де-факто става република. Де-юре Германската империя просъществува до 1945 година. |
|                                      | Велико Херцогство Хесен                   | Ернст Людвиг                                                 | 1918 г.     | Ноемврийската революция довежда до това, че империята де-факто става република. Де-юре Германската империя просъществува до 1945 година. |
|                                      | Велико херцогство Баден                   | Фридрих II                                                   | 1918 г.     | Ноемврийската революция довежда до това, че империята де-факто става република. Де-юре Германската империя просъществува до 1945 година. |
|                                      | Велико Херцогство Саксония-Ваймар-Айзенах | Вилхелм Ернст                                                | 1918 г.     | Ноемврийската революция довежда до това, че империята де-факто става република. Де-юре Германската империя просъществува до 1945 година. |
|                                      | Велико Херцогство Мекленбург-Шверин       | Фридрих Франц IV                                             | 1918 г.     | Ноемврийската революция довежда до това, че империята де-факто става република. Де-юре Германската империя просъществува до 1945 година. |
| Велико Херцогство Мекленбург-Стрелиц | Адолф Фридрих VI Мекленбургски            |                                                              | 1918 г.     | Ноемврийската революция довежда до това, че империята де-факто става република. Де-юре Германската империя просъществува до 1945 година. |
|                                      | Велико Херцогство Олденбург               | Фридрих Август ІІ                                            | 1918 г.     | Ноемврийската революция довежда до това, че империята де-факто става република. Де-юре Германската империя просъществува до 1945 година. |
|                                      | Херцогство Брауншвайг                     | Ернст Август III                                             | 1918 г.     | Ноемврийската революция довежда до това, че империята де-факто става република. Де-юре Германската империя просъществува до 1945 година. |
|                                      | Херцогство Ангалт                         | Йоаким Ернст Ангалтски                                       | 1918 г.     | Ноемврийската революция довежда до това, че империята де-факто става република. Де-юре Германската империя просъществува до 1945 година. |
|                                      | Херцогство Сакс-Кобург и Гота             | Карл Едуард I                                                | 1918 г.     | Ноемврийската революция довежда до това, че империята де-факто става република. Де-юре Германската империя просъществува до 1945 година. |
|                                      | Херцогство Саксония-Майнинген             | Бернхард III                                                 | 1918 г.     | Ноемврийската революция довежда до това, че империята де-факто става република. Де-юре Германската империя просъществува до 1945 година. |
|                                      | Херцогство Саксония-Алтенбург             | Ернст II                                                     | 1918 г.     | Ноемврийската революция довежда до това, че империята де-факто става република. Де-юре Германската империя просъществува до 1945 година. |
|                                      | Княжество Валдек                          | Фридрих                                                      | 1918 г.     | Ноемврийската революция довежда до това, че империята де-факто става република. Де-юре Германската империя просъществува до 1945 година. |
|                                      | Княжество Липе                            | Леополд IV                                                   | 1918 г.     | Ноемврийската революция довежда до това, че империята де-факто става република. Де-юре Германската империя просъществува до 1945 година. |
|                                      | Княжество Шаумбург-Липе                   | Адолф II                                                     | 1918 г.     | Ноемврийската революция довежда до това, че империята де-факто става република. Де-юре Германската империя просъществува до 1945 година. |
|                                      | Княжество Шварцбург-Рудолщат              | Гюнтер Виктор                                                | 1918 г.     | Ноемврийската революция довежда до това, че империята де-факто става република. Де-юре Германската империя просъществува до 1945 година. |
| Княжество Шварцбург-Зондерсхаузен    |                                           | Гюнтер Виктор                                                | 1918 г.     | Ноемврийската революция довежда до това, че империята де-факто става република. Де-юре Германската империя просъществува до 1945 година. |
|                                      | Княжество Ройс-Грайц                      | Хенрих XXIV                                                  | 1918 г.     | Ноемврийската революция довежда до това, че империята де-факто става република. Де-юре Германската империя просъществува до 1945 година. |
|                                      | Княжество Ройс млада линия                | Хенрих XXVII                                                 | 1918 г.     | Ноемврийската революция довежда до това, че империята де-факто става република. Де-юре Германската империя просъществува до 1945 година. |
|                                      | Австро-Унгария                            | Карл I                                                       | 1918 г.     | Разпадане на Австро-Унгарската империя |
|                                      | Кралство Бохемия                          | Карл I                                                       | 1918 г.     | Разпадане на Австро-Унгарската империя |
|                                      | Кралство Унгария                          | Карл I                                                       | 1918 г.     | Разпадане на Австро-Унгарската империя; възстановено в 1920, макар че тронът остава вакантен с регент |
|                                      | Кралство Галиция и Лодомерия              | Карл I                                                       | 1918 г.     | Разпадане на Австро-Унгарската империя |
|                                      | Кралство Далмация                         | Карл I                                                       | 1918 г.     | Разпадане на Австро-Унгарската империя |
|                                      | Кралство Хърватия и Славония              | Карл I                                                       | 1918 г.     | Разпадане на Австро-Унгарската империя |
|                                      | Ерцхерцогство Австрия                     | Карл I                                                       | 1918 г.     | Разпадане на Австро-Унгарската империя |
|                                      | Херцогство Буковина                       | Карл I                                                       | 1918 г.     | Разпадане на Австро-Унгарската империя |
|                                      | Херцогство Горна и Долна Силезия          | Карл I                                                       | 1918 г.     | Разпадане на Австро-Унгарската империя |
|                                      | Херцогство Каринтия                       | Карл I                                                       | 1918 г.     | Разпадане на Австро-Унгарската империя |
|                                      | Херцогство Крайна                         | Карл I                                                       | 1918 г.     | Разпадане на Австро-Унгарската империя |
|                                      | Херцогство Залцбург                       | Карл I                                                       | 1918 г.     | Разпадане на Австро-Унгарската империя |
|                                      | Херцогство Щирия                          | Карл I                                                       | 1918 г.     | Разпадане на Австро-Унгарската империя |
|                                      | Маркграфство Моравия                      | Карл I                                                       | 1918 г.     | Разпадане на Австро-Унгарската империя |
|                                      | Графство Тирол                            | Карл I                                                       | 1918 г.     | Разпадане на Австро-Унгарската империя |
|                                      | Австрийско Приморие                       | Карл I                                                       | 1918 г.     | Разпадане на Австро-Унгарската империя |
|                                      | Кондоминиум Босна и Херцеговина           | Карл I                                                       | 1918 г.     | Разпадане на Австро-Унгарската империя |
|                                      | Херцогство Курляндия и Семигалия          | Вилхелм II (избран херцог)                                   | 1918 г.     | Влиза в състава на Балтийското херцогство. |
|                                      | Кралство Финландия                        | Фридрих Карл фон Хесен (избран крал)                         | 1918 г.     | не са били осъществени |
|                                      | Кралство Литва                            | Миндовг II (избран крал)                                     | 1918 г.     | не са били осъществени |
|                                      | Балтийско херцогство                      | Адолф Фридрих (избран херцог)                                | 1918 г.     | не са били осъществени |
|                                      | Полско Кралство                           | Няма (управлявано е от Регентски съвет)                      | 1918 г.     | не са били осъществени |
| 1920-те                              |                                           |                                                              |             | |
|                                      | Бухарски емират                           | Сейид Алим-хан                                               | 1920        | На 2 септември 1920 година РККА завладява Бухара, а 8 октомври е била провъзгласена Бухарската Народна Съветска Република, която в 1924 г. по национален признак е била разделена между Узбекската ССР, Туркменската ССР и Таджикската АССР.                            |
|                                      | Хивинско ханство                          | Абдула-хан                                                   | 1920        | В резултат на комунистическото въстание и поддръжката му от Червената Армиея, Хивинското ханство е било завладяно, на 2 февруари ханът се отрича от престола, а на 26 април 1920 година е била провъзгласена Хорезмската Народна Съветска Република в състава на РСФСР. |
|                                      | Северо-Кавказски емират                   | Узун-Хаджи                                                   | 1920        | Ликвидиран от съветските войски. |
|                                      | Арабско Кралство Сирия                    | Фейсал I                                                     | 1920        | Ликвидирано от френските войски. |
|                                      | Държава на дервишите                      | Саид Мохамед Абдиле Хасан                                    | 1920        | Държавата е била завоювана от Британската империя. |
|                                      | Емират Джебел-Шамар                       | Мухамад ибн Талал ибн Митаб ар-Рашид                         | 1921        | Държавата е била завоювана от Неджд. |
|                                      | Османска империя                          | Мехмед VI                                                    | 1923        | На 1 ноември 1922 година Великото национално събрание на Турция приема Закон за разделяне на султаната и халифата, при това султанатът е премахнат. |
|                                      | Халифат                                   | Абдул-Меджид II                                              | 1924        | На 1 ноември 1922 година Великото национално събрание на Турция приема Закон за разделяне на султаната и халифата, при това султанатът е премахнат. |
|                                      | Кралство Гърция                           | Георг II                                                     | 1924        | Възстановено в 1935 г. и по-късно премахнато в 1974 (виж по-долу) |
|                                      | Монголия                                  | Богдо-геген VIII                                             | 1924        | Китайска окупация на Монголия |
|                                      | Кралство Курдистан                        | Махмуд Барзанджи                                             | 1924        | Държавата е била ликвидирана от британските войски. |
|                                      | Кралство Хиджаз                           | Али бен Хусейн                                               | 1925        | Държавата е била завоювана от Неджд. |
|                                      | Султанат Хобьо                            | Юсуф Али Кенадид                                             | 1925        | Държавата е била завоювана от Кралство Италия |
|                                      | Султанат Маджиртин                        | Херси Бокор                                                  | 1927        | Държавата е била завоювана от Кралство Италия |
|                                      | Филипинска империя                        | Флоренсио I (самопровъзгасен император)                      | 1927        | не е била осъществена, въстанието се проваля |
| 1930-те                              |                                           |                                                              |             | |
|                                      | Кралство Испания                          | Алфонс XIII                                                  | 1931        | Възстановено де-юре в 1947 и де-факто в 1975 г. |
|                                      | Кралство Таволара                         | Марианджела                                                  | 1934        | След смъртта на владетелката Италия разпространява своята юрисдикция на територията на кралството, обаче анексия не е била извършена. |
|                                      | Емират Асир                               | Хасан ибн Али                                                | 1934        | Държавата е била анексирана от Неджд и Хиджаз |
|                                      | Ланна                                     | Чакхам Кхачонсак                                             | 1939        | Държавата е била анексирана от Тайланд |
| 1940-те                              |                                           |                                                              |             | |
|                                      | Независима държава Хърватия               | Томислав II                                                  | 1943        | Кралят се отрича след прекратяване на италианската поддръжка |
|                                      | Кралство Исландия                         | Кристиан X                                                   | 1944        | Отменена уния с Дания |
|                                      | Кралство Черна гора                       | Няма (всички претенденти за престола се отказват от титлата) | 1944        | Черна гора е освободена от окупаторите от Народно-освободителната армия на Югославия |
|                                      | Независима Държава Албания                | Няма (управлява регентски съвет)                             | 1944        | Албания е освободена от окупаторите от Националноосвободителния фронт на Албания и Червената армия |
|                                      | Кралство Югославия                        | Петър II Караджорджевич                                      | 1945        | 29 ноября 1945 Югославия е била провъзгласена за Социалистическа Федеративна Република |
|                                      | Манчжоу-го                                | Пу И                                                         | 1945        | На 19 августа 1945 година император Пу И е бил заловен и детрониран. |
|                                      | Виетнамска Империя                        | Бао Дай                                                      | 1945        | Августовска революция 1945 във Виетнам |
|                                      | Кралство Унгария                          | Няма (Миклош Хорти в качеството на регент)                   | 1946        | Решение на парламента без референдум |
|                                      | Кралство Италия                           | Умберто II                                                   | 1946        | Конституционен референдум в Италия (1946) |
|                                      | Царство България                          | Симеон II                                                    | 1946        | Референдум; официален резултат: 95 % против монархията |
|                                      | Кралство Саравак                          | Чарлз Вайнер Брук                                            | 1946        | Белите раджи предават властта на британската корона |
|                                      | Кралство Румъния                          | Михай I                                                      | 1947        | Кралят е свален от комунистите |
|                                      | Индийска империя                          | Джордж V                                                     | 1947        | Разделяне на Британска Индия |
|                                      | Калат (ханство)                           | Мир Ахмад Яр-хан                                             | 1947        | Ханът подписа договор за влизането на ханството в състава на Пакистан. На 16 май 1948 г. принц Абдул Карим хан се е опитал да вдигне въстание и да създаде независим Белуджистан, но въстанието е било разбито.                                                         |
|                                      | Княжество Джаму и Кашмир                  | Хари Сингх                                                   | 1947        | Княжеството е ликвидирано в хода на Кашмирския конфликт |
|                                      | Княжество Майсур                          | Джаячаиараджа Водеяр Бахадут                                 | 1947        | Княжествата влизат в състава на независима Индия |
|                                      | Княжество Тонк                            | Мухамад Фарух Али Хан                                        | 1947        | Княжествата влизат в състава на независима Индия |
|                                      | Княжество Хайдарабад                      | Асаф Джах VII                                                | 1948        | Княжествата влизат в състава на независима Индия |
|                                      | Княжество Пудукотаи                       | Раджагопала Тондаиман                                        | 1948        | Княжествата влизат в състава на независима Индия |
|                                      | Княжество Куч-Бихар                       | Джагадитенара Нараян                                         | 1948        | Княжествата влизат в състава на независима Индия |
|                                      | Княжество Гвалиор                         | Дживаджирао Шинде                                            | 1949        | Княжествата влизат в състава на независима Индия |
|                                      | Княжество Барода                          | Пратап Сингх Гаеквад                                         | 1949        | Княжествата влизат в състава на независима Индия |
|                                      | Нюфаундленд                               | Джордж VI                                                    | 1949        | През [1948] г. е проведен референдум за бъдещето на доминиона, който е спечелен от поддръжници на присъединяването към Канадската федерация с малко мнозинство (52 %).                                                                                                  |
|                                      | Ирландска Свободна държава                | Джордж VI                                                    | 1949        | Премахва последния „Крал на Ирландия“ |
| 1950-те                              |                                           |                                                              |             | |
|                                      | Индийски Съюз                             | Джордж VI                                                    | 1950        | Отказ от статута Кралства на Британската общност |
|                                      | Калба                                     | Хамад II ал-Касими                                           | 1951        | Присъединение към емирата Шарджа |
|                                      | Тибет                                     | Далай-лама XIV                                               | 1951        | Съглашение за мирно освобождение на Тибет |
|                                      | Кралство Египет                           | Фуад II                                                      | 1953        | Юлска революция в Египет |
|                                      | Пакистан                                  | Елизабет II                                                  | 1956        | Отказ от статута Кралства на Британската общност |
|                                      | Кралство Тунис                            | Мухамад VIII ал-Амин                                         | 1957        | Преврат |
|                                      | Имамат Оман                               | Али ибн Галиб                                                | 1957        | Завоюван от Маскат |
|                                      | Кралство Ирак                             | Фейсал II                                                    | 1958        | Революция в Ирак 1958 |
| 1960-те                              |                                           |                                                              |             | |
|                                      | Гана                                      | Елизабет II                                                  | 1960        | Отказ от статута Кралства на Британската общност |
|                                      | Южно-Африкански Съюз                      | Елизабет II                                                  | 1961        | Отказ от статута Кралства на Британската общност |
|                                      | Кралство Руанда                           | Кигели V                                                     | 1961        | Преврат |
|                                      | Южно Касаи                                | Албер I Калонджи                                             | 1961        | Държавата е ликвидирана от войските на централното конгоанско правителство. |
|                                      | Танганика                                 | Елизабет II                                                  | 1962        | Отказ от статута Кралства на Британската общност |
|                                      | Йеменско Мутавакилийско Кралство          | Мохамед ал Бадр                                              | 1962        | Военный переворот 1962 года в Йемене |
|                                      | Нигерия                                   | Елизабет II                                                  | 1963        | Отказ от статута Кралства на Британската общност |
|                                      | Уганда                                    | Елизабет II                                                  | 1963        | Отказ от статута Кралства на Британската общност |
|                                      | Кения                                     | Елизабет II                                                  | 1964        | Отказ от статута Кралства на Британската общност |
|                                      | Султанат Занзибар                         | Сеид-Джамшид-ибн-Абдула                                      | 1964        | Занзибарска революция |
|                                      | Буганда                                   | Мутеса II                                                    | 1966        | Преврат |
|                                      | Кралство Бурунди                          | Нтаре V                                                      | 1966        | Преврат |
|                                      | Малави                                    | Елизабет II                                                  | 1966        | Отказ от статута Кралства на Британската общност |
|                                      | Эмират Бейхан                             | Салих аль-Абили                                              | 1967        | Провъзгласяване на Народна Демократична Република Йемен |
|                                      | Султанат Вахиди                           | Али III ал-Вахиди                                            | 1967        | Провъзгласяване на Народна Демократична Република Йемен |
|                                      | Султанат Горна Яфа                        | Мухамад II ал-Хархара                                        | 1967        | Провъзгласяване на Народна Демократична Република Йемен |
|                                      | Емират Дали                               | Шафаул III ал-Амири                                          | 1967        | Провъзгласяване на Народна Демократична Република Йемен |
|                                      | Султанат Лахедж                           | Фадл VI Абд-Али                                              | 1967        | Провъзгласяване на Народна Демократична Република Йемен |
|                                      | Султанат Махра                            | Абдалах IV Афрар ал-Махри                                    | 1967        | Провъзгласяване на Народна Демократична Република Йемен |
|                                      | Султанат Долен Аулаки                     | Насир III ал-Аулаки                                          | 1967        | Провъзгласяване на Народна Демократична Република Йемен |
|                                      | Султанат Долна Яфа                        | Махмуд ал-Афифи                                              | 1967        | Провъзгласяване на Народна Демократична Република Йемен |
|                                      | Султанат Фадли                            | Насир ал-Фадли                                               | 1967        | Провъзгласяване на Народна Демократична Република Йемен |
|                                      | Малдивски Султанат                        | Мухамед Фарид Диди                                           | 1968        | Референдум |
|                                      | Кралство Либия                            | Идрис I                                                      | 1969        | Военен преврат 1969 година в Либия |
| 1970-те                              |                                           |                                                              |             | |
|                                      | Кралство Камбоджа                         | Нородом Сианук                                               | 1970        | Гражданска война, идват на власт червените кхмери. Възстановено през 1993 г. |
|                                      | Гамбия                                    | Елизабет II                                                  | 1970        | Отказ от статута Кралства на Британската общност |
|                                      | Гайана                                    | Елизабет II                                                  | 1970        | Отказ от статута Кралства на Британската общност |
|                                      | Сиера-Леоне                               | Елизабет II                                                  | 1971        | Отказ от статута Кралства на Британската общност |
|                                      | Цейлон                                    | Елизабет II                                                  | 1972        | Отказ от статута Кралства на Британската общност, името на държавата е изменено на „Шри-Ланка“ |
|                                      | Кралство Афганистан                       | Захир-Шах                                                    | 1973        | Държавен преврат 1973 година в Афганистан |
|                                      | Етиопска Империя                          | Хайле Селасие I                                              | 1974        | Държавен преврат |
|                                      | Кралство Гърция                           | Константин II                                                | 8.XII.1974  | Референдум; официален резултат: 69 % против монархията. |
|                                      | Малта                                     | Елизабет II                                                  | 31.XII.1974 | Отказ от статута Кралства на Британската общност и провъзгласяване на република. |
|                                      | Кралство Лаос                             | Саванг Ватхана                                               | 1975        | Държавен преврат |
|                                      | Сиким                                     | Палден Тондуп Намгял                                         | 1975        | Референдум; официален результат: 97 % за присъединение към Индия като щат |
|                                      | Тринидад и Тобаго                         | Елизабет II                                                  | 1976        | Отказ от статута Кралства на Британската общност |
|                                      | Шахиншахска Държава Иран                  | Мохамед Реза Пахлави                                         | 1979        | Ислямска революция в Иран |
|                                      | Централноафриканска империя               | Бокаса I                                                     | 1979        | Преврат |
| 1980-те                              |                                           |                                                              |             | |
|                                      | Фиджи                                     | Елизабет II                                                  | 1987        | Отказ от статута Кралства на Британската общност (държавен преврат) |
| 1990-те                              |                                           |                                                              |             | |
|                                      | Маврикий                                  | Елизабет II                                                  | 1992        | Отказ от статута Кралства на Британската общност |
| 2000-те                              |                                           |                                                              |             | |
|                                      | Ислямски Емират Афганистан                | Мухаммед Омар                                                | 2001        | Режимът на талибаните пада под натиска на международната коалиция, провъзгласена е република. |
|                                      | Кралство Непал                            | Гянендра                                                     | 2008        | Монархията е премахната на 28 май 2008 г. и заменена със секулярна федеративна република. |

## Причини за падане на монархиите
Монархиите са заменяни с републики при създаване на нова държава, отделила се от съществуваща монархическа, без исторически монархически традиции за цялата си територия или без национални такива – републиките в Америка (с изключение на Бразилия) и Океания, почти всички в Африка, мнозинството в Азия и Близкия изток, почти всички в постсъветското пространство и югосферата, Централна Европа, Финландия, Ирландия, Кипър, Малта и Исландия, в резултат на военно поражение – Италия, Германия, Унгария, Австрия, България и Румъния, след сътрудничество на династията с чужди окупатори и колонизатори – при успешна народоосвободителна борба – Турция, Египет и Йемен, при националболшевишки бунт, след възстановяването на Независимостта на държавата прогонил династията или забранил връщането ѝ в страната – Югославия, Албания и Виетнам, при комунистическа революция – Етиопия, Испания, Лаос, Камбоджа и Непал, ляво-либерална революция – Франция, Русия, Гърция, Афганистан, Португалия и Китай, друга лява революция – Либия, а в Иран това става чрез ислямистка революция.

## Съпътстващи понятия
- Абсолютизъм
- Деспотизъм
- Династия
- Държава
- Корона
- Монарх
- Монархизъм
- Народна монархия
- Регентство
- Самодържавие
- Скиптър
- Тирания
- Престол
- Jure uxoris